# Saint Kitts and Nevis National Cup
La Coppa di Saint Kitts e Nevis (Saint Kitts and Nevis National Cup) è il principale torneo calcistico ad eliminazione diretta organizzato dalla Federazione calcistica di Saint Kitts e Nevis.

## Albo d'oro
- 2001/02 : Cayon Rockets (Cayon)
- 2002/03 : Village Superstars FC (Basseterre) 1-0 Newtown United FC (Basseterre)
- 2003/04 : Village Superstars FC (Basseterre) 3-1 Cayon Rockets (Cayon)
- 2004/05 : non conosciuto
- 2005/06 : non conosciuto
- 2006/07 : Newtown United FC (Basseterre)
- 2007/08 : non conosciuto
- 2008/09 : non conosciuto
- 2009/10 : Newtown United FC (Basseterre) 2-0 St. Paul's United (Basseterre)
- 2010/11 : Village Superstars FC (Basseterre) 4-3 Mantab
- 2011/12 : St. Paul's United (Basseterre) 2-1 Newtown United FC (Basseterre)

## Titoli per squadra
| Club               | Vittorie |
| ------------------ | -------- |
| Village Superstars | 3        |
| Newtown Utd        | 2        |
| St. Paul's Utd     | 1        |
| Cayon Rockets      | 1        |